# Sipos Elek
Sipos Elek (Jászjákóhalma, 1842. április 30. – 1898 és 1912 között) népiskolai igazgató-tanító.

## Életútja
Sipos Imre városi főjegyző, majd főbíró és Nagy Johanna fia. Az elemit, majd a középiskolát szülei ideköltözése miatt Jászberényben, tanítóképzői tanulmányait az egri érseki képzőben végezte; tanítóképesítő oklevelét 1859. júliusban nyerte el. Tanító volt 1860. október 1-től Gödöllőn, 1862. augusztus 1-től pedig a helytartótanács Komáromba a főelemi iskola IV. osztály tanítójának nevezte ki. A három év próbaidő után 1865. november 8-án rendes tanítói állásba helyezték. 1870. december 22-től megbízással, majd 1878. augusztus 9-én végleges kinevezéssel Komárom város községi iskoláinak rendes igazgatójává, 1884. október 8-án ipariskolai igazgatóvá is megválasztották. A tanítói országos és megyei testület gyűlésein tevékeny részt vett. 1885. november 18-án a komáromi iskolaszék a népkönyvtári bizottság elnökévé választotta meg.
Indítványára Komárom különböző hitfelekezetű iskoláinak tanítói megalakították 1868. december 26-án a Rév-Komáromi Tanítóegyletet, melynek elnökévé őt választották meg, s e tisztséget többszöri újraválasztása után egészen 1873. január 23-ig viselte, amikor az egylet az ekkor létrehozott Komárom megyei Tanító Egyesületbe olvadt. Itt is 1876 októberétől elnökké választották, s ettől kezdve folyamatosan ellátta a feladatot (Még 1886-ban is, amikor a forrás született. Lásd Glatz György i.m.)
Az 1871. június 20-án alakított Révkomáromi Olvasókör jegyzője, majd könyvtárnoka volt egészen 1874 szeptemberéig. Komárom városa különböző pedagógiai magyar és külföldi rendezvényekre képviselőjeként őt küldte ki, vagy választotta be bizottságaikba, s több ízben díj-jutalomban részesítette.  100 forint ösztöndíjjal a bécsi világkiállításra küldte ki a magyar kiállítási bizottság 1873 augusztusában.  
1878. november 30-án nősült meg, felesége Schwandtner Berta községi iskolai rendes tanítónő, első gyermeke, Margit 1879 szeptemberében született meg.
Cikkei a Néptanítók Lapjában (1869. Tudósítás Komárom elemi iskolájáról, 1870. A magyarországi egyetemes tanítógyűlés ügyében stb.); a Magyar Paedagogiai Szemlében (VII. 1886. Iparoktatásunk és a néptanító) jelentek meg; több cikket írt a napi- és szaklapokba; a vezetése alatt álló intézetek Évkönyveit és Értesítőit pedig szerkesztette.

## Munkája
- Kettős könyvvezetés gyakorlati módja. Komárom, ...
- Iparoktatásunk és a néptanító. In: Magyar Paedagogiai Szemle, 1886. 10. füzet, 289–294. oldal